# Łączki (Varmie-Mazurie)
Łączki est un hameau de Pologne, situé dans le gmina de Nidzica, dans le powiat de Nidzica, dans la voïvodie de Varmie-Mazurie.